# Markis McDuffie
Markis Derek McDuffie (Paterson, 6 settembre 1997) è un cestista statunitense.

## Carriera
Il 17 gennaio 2024 raggiunge un accordo fino al termine della stagione con la V.L. Pesaro.

## Statistiche

### NCAA
| Anno      | Squadra      | PG  | PT | MP   | TC%  | 3P%  | TL%  | RP  | AP  | PRP | SP  | PP   |
| --------- | ------------ | --- | -- | ---- | ---- | ---- | ---- | --- | --- | --- | --- | ---- |
| 2015-2016 | WSU Shockers | 34  | 1  | 18,5 | 42,6 | 31,5 | 71,4 | 3,3 | 0,7 | 0,8 | 0,2 | 7,4  |
| 2016-2017 | WSU Shockers | 36  | 26 | 25,5 | 45,8 | 35,5 | 81,9 | 5,7 | 1,7 | 1,2 | 0,3 | 11,5 |
| 2017-2018 | WSU Shockers | 22  | 4  | 18,9 | 44,4 | 33,9 | 73,1 | 3,1 | 1,1 | 0,4 | 0,1 | 8,5  |
| 2018-2019 | WSU Shockers | 37  | 37 | 33,4 | 40,8 | 34,1 | 81,6 | 5,0 | 1,0 | 1,0 | 0,2 | 18,2 |
| Carriera  | Carriera     | 129 | 68 | 24,8 | 42,8 | 34,0 | 79,1 | 4,4 | 1,2 | 0,9 | 0,2 | 11,8 |

#### Massimi in carriera
- Massimo di punti: 34 vs Temple (15 marzo 2019)[1]
- Massimo di rimbalzi: 14 (2 volte)
- Massimo di assist: 8 vs Drake (1º febbraio 2017)
- Massimo di palle rubate: 5 vs South Dakota State (22 dicembre 2016)
- Massimo di stoppate: 2 (3 volte)
- Massimo di minuti giocati: 45 vs Temple (6 gennaio 2019)